# Ceaikîne, Simferopol
Ceaikîne (în ucraineană Чайкине) este un sat în comuna Pervomaiske din raionul Simferopol, Republica Autonomă Crimeea, Ucraina.

## Demografie
Componența lingvistică a localității Ceaikîne
     Rusă (84,3%)
     Ucraineană (12,79%)
     Tătară crimeeană (2,39%)
Conform recensământului din 2001, majoritatea populației localității Ceaikîne era vorbitoare de rusă (84,3%), existând în minoritate și vorbitori de ucraineană (12,79%) și tătară crimeeană (2,39%).